# Paolo Villaggio
Paolo Villaggio (Génova, 30 de diciembre de 1932-Roma, 3 de julio de 2017) fue un actor, cómico, director y escritor italiano. Con su desacralizante y grotesca ironía, fue uno de los primeros actores brillantes en Italia que, a través de la sátira, logró hacer reflexionar sobre los problemas de nuestra sociedad.
Su nombre está ligado indisolublemente a la figura del contable Ugo Fantozzi, su criatura cinematográfica más afortunada.

## Biografía

### Los inicios
Paolo Villaggio nació junto con su gemelo dicigótico Piero Villaggio (1932-2014), futuro profesor en la Facultad de Ingeniería de la Universidad de Pisa y en la Escuela Normal Superior de Pisa. Su padre, Ettore (1905-1992), era ingeniero de la construcción, natural de Palermo, mientras que su madre, Maria Faraci (1905-1999), nativa de Venecia, era profesora de alemán. Pese a pertenecer a una familia acomodada de la burguesía genovesa, tuvo una infancia bastante pobre y carenciada debido a la Segunda Guerra Mundial. Diría años más tarde: 

En aquel período llevaba una dieta debida no al deseo de aparentar, sino forzada por la pobreza

Tras asistir al Liceo Classico "Andrea D'Oria", inició estudios de Derecho en la Universidad de Génova, que abandonó para dedicarse a distintas ocupaciones, pasando de camarero a locutor de la BBC, y de artista de cabaré a animador en cruceros, junto a su amigo Fabrizio De André, y del teatro al trabajo como empleado en la Cosider y luego en la Italsider; es en esta experiencia en la que Paolo Villaggio se inspira para la creación del contable Ugo Fantozzi, claramente autobiográfico, que posteriormente lo volvería popularísimo.
El que descubrió la veta artística de Villaggio fue Maurizio Costanzo, que en 1967 le aconsejó exhibirse en un cabaré de Roma. Luego participará en el programa televisivo Los del domingo (Quelli della Domenica), en el que encontrará su consagración definitiva, de la mano de sus personajes agresivos, viles y sometidos (el profesor Kranz, Giandomenico Fracchia y Fantocci, que luego se convertirá en Fantozzi).

### El empleado contable Ugo Fantozzi
Del set televisivo pasará a la máquina de escribir, publicando en L'espresso y en L'Europeo sus breves relatos, centrados en la figura del contable Ugo Fantozzi, hombre de carácter débil, perseguido por la desgracia y por el "megadirector" de la "megaempresa", donde Fantozzi trabaja.
En 1971 la casa editora Rizzoli publica el libro Fantozzi, una colección de esos relatos que lleva a Villaggio a ser conocido internacionalmente. El éxito de sus best-sellers (escribirá tres, todos editados por Rizzoli) le dará la oportunidad de dedicarse al cine con éxito.
Su personaje obtiene un enorme éxito, incluso en la Europa oriental y la Unión Soviética, donde Villaggio gana el premio Gogol como "mejor escritor en cirílico", un suceso aún vigente, tanto que su célebre sentencia sobre el film El acorazado Potemkin ("¡es una cagada demencial!") permanece en la memoria del público ruso. Por lo demás, el actor tiene un cierto parecido con su actual colega lituano Donatas Banionis, uno de los mayores intérpretes de cine y teatro soviéticos, conocido en el mundo como el protagonista de Solaris de Tarkovski (1972).
A decir verdad, Villaggio ya había trabajado en algunos filmes (se recuerda, sobre todos, Brancaleone en las Cruzadas de Mario Monicelli de 1970), pero solo con el célebre film Fantozzi de Luciano Salce en 1975 comenzará a ser apreciado en este campo. Le seguirán tantos otros, nueve para ser exactos sobre el personaje del mítico contable (otro de Salce, siete de Neri Parenti y el último, de Domenico Saverni).
El gran éxito de sus películas introdujo en el léxico del italiano medio expresiones tales como "Se me han cruzado los dedos", "¡Qué humano es usted!", además del adjetivo "fantozziano" o la expresión "A la Fantozzi", ya sea para indicar experiencias, actitudes o situaciones nacidas mal y acabadas peor.
Su famosa frase sobre la película El acorazado Potemkin hizo que de hecho ésta no fuese vuelta a pasar en los cinefórum empresariales (como aquellos a los que Fantozzi era obligado a asistir) ni en los parroquiales.
Fantozzi representa al italiano medio de los años setenta, medio-burgués, con un estilo de vida simple (ninguna licenciatura, trabajo de empleado, vivienda de clase media, etc.) que pone ante la cámara las ansias y las "perversiones" de toda una clase de trabajadores: En todas las oficinas, por ejemplo, ha existido una seductora un poco de doble juego como la "señorita Silvani", un jefe exigente o un colega arribista; muchos han andado en un viejo utilitario como la Bianchina de Fantozzi; pero, sobre todo, todos hemos pensado que éramos perseguidos por el infortunio.

### Otras películas
Villaggio ha actuado, pero no siempre con habilidad y fortuna, en muchísimas comedias cinematográficas, interpretando personajes muy similares a Fantozzi. A veces, saliendo de la rutina de sus creaciones, ha trabajado con maestros del cine como Federico Fellini (en 1990 con La voce della Luna (La voz de la luna), junto a Roberto Benigni), Lina Wertmüller (en 1992 con Esperemos que me las arregle), Ermanno Olmi (en 1993 con Il segreto del bosco vecchio (El secreto del bosque viejo), basada en la novela homónima de Dino Buzzati), Mario Monicelli (en 1994 con Cari, fottutissimi amici (Queridos, jodidísimos amigos)) y Gabriele Salvatores (en 2000 con Denti (Dientes)).
Ha interpretado también el rol de Giandomenico Fracchia, un personaje similar al desventurado Fantozzi, en las películas Fracchia, la belva umana (Fracchia, la bestia humana) (1981) y Fracchia contro Dracula (Fracchia contra Drácula) (1985).
Entre los numerosos premios cinematográficos recibidos por Paolo Villaggio, vale la pena recordar el David de Donatello conquistado en 1990, el Nastro d'Argento de 1992 y el Leone d'Oro a su carrera en 1992. 
En todos estos años no ha cesado tampoco su actividad de escritor: Ha continuado dando a publicar libros de éxito con regularidad, cambiando empero de editor en 1994 (y de hecho pasando de la editorial Rizzoli a la Mondadori). Para esta última ha publicado Fantozzi saluta e se ne va (Fantozzi saluda y se va) (1994-1995), Vita morte e miracoli di un pezzo di merda (Vida, muerte y milagros de un pedazo de mierda) (2002), 7 grammi in 70 anni (Siete gramos en setenta años) (2003) y Sono incazzato come una belva (Estoy furioso como una bestia) (2004), antes de volver a publicar con la Rizzoli I fantasmi (Los fantasmas) en 2006.

### Actividad teatral
Recordado como actor de cine y escritor, ha sido también un buen actor de teatro: Bajo la dirección de Giorgio Strehler ha en efecto interpretado en teatro el rol de Arpagón en el Avaro de Molière en 1996, mientras que en la temporada teatral 2000-2001 ha muchas veces llevado a escena el monólogo autobiográfico "Delirio di un povero vecchio (Delirio de un pobre viejo)". Siempre en 1996, ha también conducido el noticiario satírico Striscia la notizia (Rastrea la noticia) junto a Massimo Boldi. Más recientemente ha participato en la ficción televisiva Carabinieri (Carabineros), en la que interpreta a Giovanni, un profesor que ha perdido la memoria y que a menudo colabora en la resolución de los casos con las fuerzas del orden.

### La autobiografía
Tras llevar a escena el citado monólogo autobiográfico "Delirio di un povero vecchio", en 2002 Villaggio ha publicado su autobiografía titulada Vita, morte e miracoli di un pezzo di merda (Vida, muerte y milagros de un pedazo de mierda) donde ha contado mucho sobre su familia, sobre su mujer, su hermano y su hijo. Hasta ahora nunca había querido hablar de su familia, y cada vez que se veía obligado a hacerlo se divertía embrollando las cosas, contando historias totalmente inventadas.
Según algunas fuentes, el actor habría retomado el personaje de Fantozzi en los años ochenta (a partir de "Fantozzi contro tutti", Fantozzi contra todos), para pagar la recuperación de su hijo en la comunidad toxicodependiente de Muccioli.

## Curiosidades
- Una anciana astróloga, había dicho a Villaggio, en un encuentro en la capital, que había previsto su muerte el día 14 de diciembre de 2002, en una casa blanca sobre el mar. Al día siguiente, empero, el actor era huésped del programa Domenica in conducida por Mara Venier.
- Paolo Villaggio era desde siempre hincha de la U.C. Sampdoria.
- Paolo Villaggio frecuentó el liceo clásico "Andrea Doria" (casi un signo del destino en cuanto a su simpatía futbolera), la misma escuela en la que han estudiado personajes notables como el político Massimo D'Alema, el cómico de Mai Dire Gol Marcello Cesena y el expresidente del Grupo Fiat Paolo Fresco.
- Fue candidato en las elecciones de 1994 con la Lista Pannella en el collegio uninominale de Génova - San Fruttuoso.

## Filmografía

### Actor
- Eat it (1968)
- I quattro del Pater Noster (1969)
- Il terribile ispettore (1969)
- Pensando a te (1969)
- La torta in cielo (1970)
- Brancaleone alle crociate (1970)
- Senza famiglia, nullatenenti cercano affetto (1972)
- Beati i ricchi (1972)
- Che c'entriamo noi con la rivoluzione? (1973)
- Non toccare la donna bianca (1974)
- Sistemo l'America e torno (1974)
- La mazurka del barone, della santa e del fico fiorone (1974)
- Alla mia cara mamma nel giorno del suo compleanno (1974)
- Fantozzi (1975)
- Di che segno sei? (1976)
- Signore e signori, buonanotte (1976)
- Quelle strane occasioni (1976)
- Il secondo tragico Fantozzi (1976)
- Il... Belpaese (1977)
- Tre tigri contro tre tigri (1977)
- Il signor Robinson (1977)
- Io tigro, tu tigri, egli tigra (1978)
- Quando c'era lui...caro lei! (1978)
- Professor Kranz tedesco di Germania (1978)
- Dove vai in vacanza? (1978)
- Dottor Jekyll e gentile signora (1979)
- Rag. Arturo De Fanti, bancario precario (1979)
- La locandiera (1980)
- Fantozzi contro tutti (1980)
- Fracchia la belva umana (1981)
- Il turno (1981)
- Pappa e ciccia (1982)
- Bonnie e Clyde all'italiana (1982)
- Sogni mostruosamente proibiti (1983)
- Fantozzi subisce ancora (1983)
- A tu per tu (1984)
- Sogni e bisogni (1984)
- I pompieri (1985)
- Fracchia contro Dracula (1985)
- Superfantozzi (1986)
- Scuola di ladri (1986)
- Grandi magazzini (1986)
- Roba da ricchi (1987)
- Rimini Rimini (1987)
- Scuola di ladri parte seconda (1987)
- Missione Eroica - I pompieri 2 (1987)
- Il volpone (1988)
- Fantozzi va in pensione (1988)
- Come è dura l'avventura (1988)
- La voce della Luna (1989)
- Ho vinto la lotteria di capodanno (1989)
- Fantozzi alla riscossa (1990)
- Le comiche (1990)
- Le comiche 2 (1992)
- Il segreto del bosco vecchio (1993)
- Io speriamo che me la cavo (1993)
- Fantozzi in paradiso (1993)
- Cari fottutissimi amici (1994)
- Le nuove comiche (1994)
- Palla di neve (1995)
- Io no spik inglish (1995)
- Camerieri (1995)
- Fantozzi - Il ritorno (1996)
- Banzai (1997)
- Un bugiardo in paradiso (1998)
- Fantozzi 2000 - La clonazione (1999)
- Denti (2000)
- Azzurro (2000)
- Gas (2005)
- Hermano (2007)

### Director
- Fantozzi contro tutti (1980)

## Premios y distinciones
Festival Internacional de Cine de Venecia
| Año  | Categoría            | Resultado |
| ---- | -------------------- | --------- |
| 1992 | León de Oro Especial | Ganador   |